# Eversley
Eversley es una parroquia civil y un pueblo del distrito de Hart, en el condado de Hampshire (Inglaterra).

## Geografía
Según la Oficina Nacional de Estadística británica, Eversley tiene una superficie de 12,62 km².

## Demografía
Según el censo de 2001, Eversley tenía 1488 habitantes (50,27% varones, 49,73% mujeres) y una densidad de población de 117,91 hab/km². El 20,16% eran menores de 16 años, el 74,46% tenían entre 16 y 74, y el 5,38% eran mayores de 74. La media de edad era de 39,22 años. Del total de habitantes con 16 o más años, el 23,91% estaban solteros, el 63,38% casados, y el 12,71% divorciados o viudos.
El 92,14% de los habitantes eran originarios del Reino Unido. El resto de países europeos englobaban al 3,16% de la población, mientras que el 4,7% había nacido en cualquier otro lugar. Según su grupo étnico, el 98,66% eran blancos, el 0,4% mestizos, el 0,47% asiáticos, y el 0,27% de cualquier otro salvo negros y chinos. El cristianismo era profesado por el 80,75%, el budismo por el 0,47%, el hinduismo por el 0,27%, el judaísmo por el 0,34%, el islam por el 0,2%, y cualquier otra religión, salvo el sijismo, por el 0,2%. El 12,47% no eran religiosos y el 5,3% no marcaron ninguna opción en el censo.
796 habitantes eran económicamente activos, 784 de ellos (98,49%) empleados y 12 (1,51%) desempleados. Había 582 hogares con residentes, 15 vacíos, y 3 eran alojamientos vacacionales o segundas residencias.